# 敦威治恐怖事件
《敦威治恐怖事件》（The Dunwich Horror）是美國作家H·P·洛夫克拉夫特在1928年寫的一部短篇恐怖小說，1929年4月在《詭麗幻譚》出版，是克蘇魯神話系列的一部分。1970年，罗杰·科尔曼在本作的基礎上導演了同名電影。
這部作品的靈感來自英國作家亚瑟·玛臣的小說《大潘神》和《The Novel of the Black Seal》。

## 故事劇情
威尔伯·沃特雷（Wilbur Whateley）生活在美國馬薩諸塞州小村敦威治，他的母親拉薇尼亞（Lavinia）是一個精神有問題的白化病人，其父行蹤不明（從後文得知是犹格·索托斯）。他從小身邊就不斷發生奇怪的事情，包括自己的成長速度也不正常，10歲就已成年。當地人並不喜歡他和他的家族。他經營著一個農場，不斷買牛，但牛群數量從未增長，而且他的牛身上總有嚴重的傷口。這與沃特雷家中囚禁的一個神秘存在有關。
祖父老沃特雷（Old Whateley）去世之後，沃特雷前去米斯卡塔尼克大學的圖書館獲取《死靈之書》的副本，此書可以用來召喚猶格·索托斯，沃特雷家族本來也有一本，但後來損毀。圖書管理員亨利·阿米蒂奇（Henry Armitage）博士拒絕給他副本。沃特雷不得不在夜間潛入圖書館，試圖將書盜走。他被圖書館的看門狗咬死，阿米蒂奇和另外兩名教授趕到時，看到沃特雷的半人軀體慢慢消失。
沃特雷死後的一個早晨，他家的農場發生爆炸，一隻無形的怪獸開始肆虐敦威治。數日間，他殺死了多名居民和警察。最後，阿米蒂奇等人趕到敦威治，殺死了怪物。怪物的身份也最終揭曉：它是威爾伯·沃特雷的孿生兄弟。

## 評價
洛夫克拉夫特很喜歡這部作品，《詭麗幻譚》的編輯法恩斯沃思·萊特看到它之後，馬上決定錄用，並寄給洛夫克拉夫特240美元的支票，這是洛夫克拉夫特一生收到的最大的一筆稿費。
羅伯特·M·普萊斯說：“在H·P·洛夫克拉夫特的作品中，《敦威治恐怖事件》是我最喜歡的” 。

## 外部連接
- 原文 （页面存档备份，存于），The H. P. Lovecraft Archive
- 收藏的《敦威治恐怖事件》

- 列在網路推理小說資料庫中的《敦威治恐怖事件》
- LibriVox中的公有领域有声书《The Dunwich Horror》